# Relaxin’
Relaxin' – kompilacyjny album muzyczny piosenkarza Deana Martina wydany w 1966 roku przez Tower Records. Zawierał single i nieopublikowane nagrania Martina z lat 1951–1961, kiedy to współpracował z wytwórnią Capitol Records. 

## Utwory
| A1 | Little Did We Know  |
| A2 | Pennies From Heaven |
| A3 | Napoli              |
| A4 | Chee-Chee Oo Chee   |
| A5 | I Want You          |
| B1 | Sparklin' Eyes      |
| B2 | Cheatin' On Me      |
| B3 | Let Me Know         |
| B4 | How Sweet It Was    |
| B5 | Who Was That Lady?  |